# Al-Hawtah
Al-Hawtah (àrab: الحوطة, al-Ḥawṭa) una localitat situada al centre-est del Iemen, a la governació d'Hadramaut. El 2004 hi vivien 134 persones repartides en 19 llars.